# Neosparassus patellatus
Neosparassus patellatus är en spindelart som först beskrevs av Karsch 1878.  Neosparassus patellatus ingår i släktet Neosparassus och familjen jättekrabbspindlar.
Artens utbredningsområde är Tasmanien. Inga underarter finns listade i Catalogue of Life.